# Foster (Missouri)
Foster è un villaggio degli Stati Uniti d'America, situato nello Stato del Missouri, nella contea di Bates.